# Araucaria araucana
La araucaria, pewén o pehuén (Araucaria araucana) —también llamada pino araucano, piñonero, pino araucaria, pino patagónico o pino de brazos— es una especie arbórea perteneciente al género de coníferas Araucaria de la familia Araucariaceae. Es una especie arbórea endémica del distrito del Pehuén de los bosques subantárticos, en el extremo noroeste de la Patagonia argentina, principalmente en la cordillera centro-norte de la provincia del Neuquén, y en el centro-sur de Chile. Su distribución abarca zonas muy restringidas de la cordillera de los Andes y, en menor grado, en la cordillera de la Costa chilena.

## Descripción
Es un árbol perenne, de hasta 50 m de altura, con tronco recto, cilíndrico, a veces muy grueso (3 o más metros). La ramificación comienza a varios metros del suelo; en los ejemplares más viejos, se dispone en verticilos de 5 ramas que se extienden perpendiculares al tronco; estas ramas son flexibles y tienen acículas agrupadas hacia los extremos. 
Sus acículas son duras y están provistas de un mucrón (espina) en la punta, de color verde oscuro. Las acículas son de 3 a 4 cm de largo y están dispuestas de manera imbricada sobre la ramilla, donde permanecen durante varios años.  
Existen plantas masculinas y femeninas, con diferencias morfológicas en las placas que forman la corteza y en los conos, siendo mucho más vistosos los femeninos.

Morfología
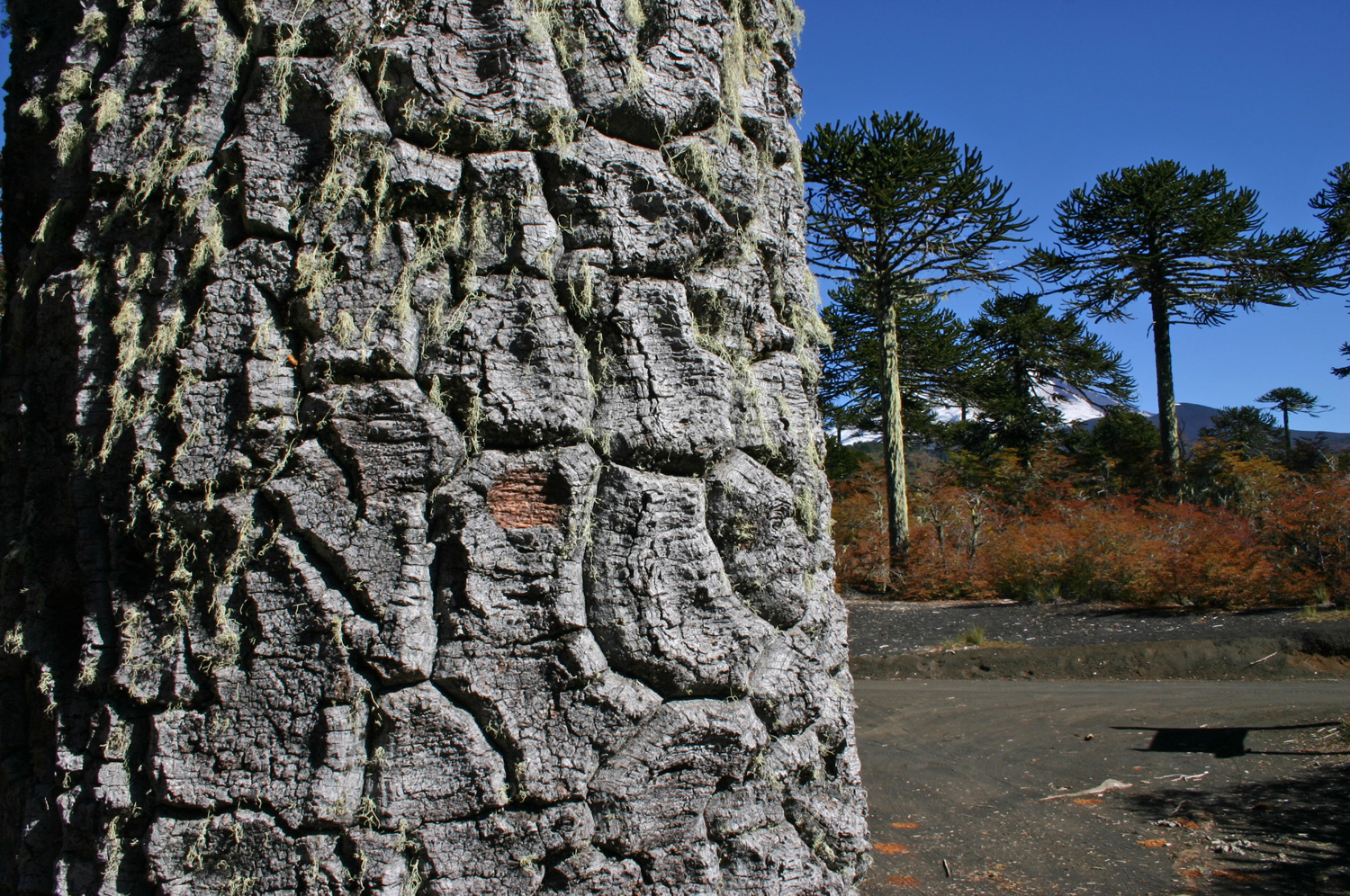
Corteza.
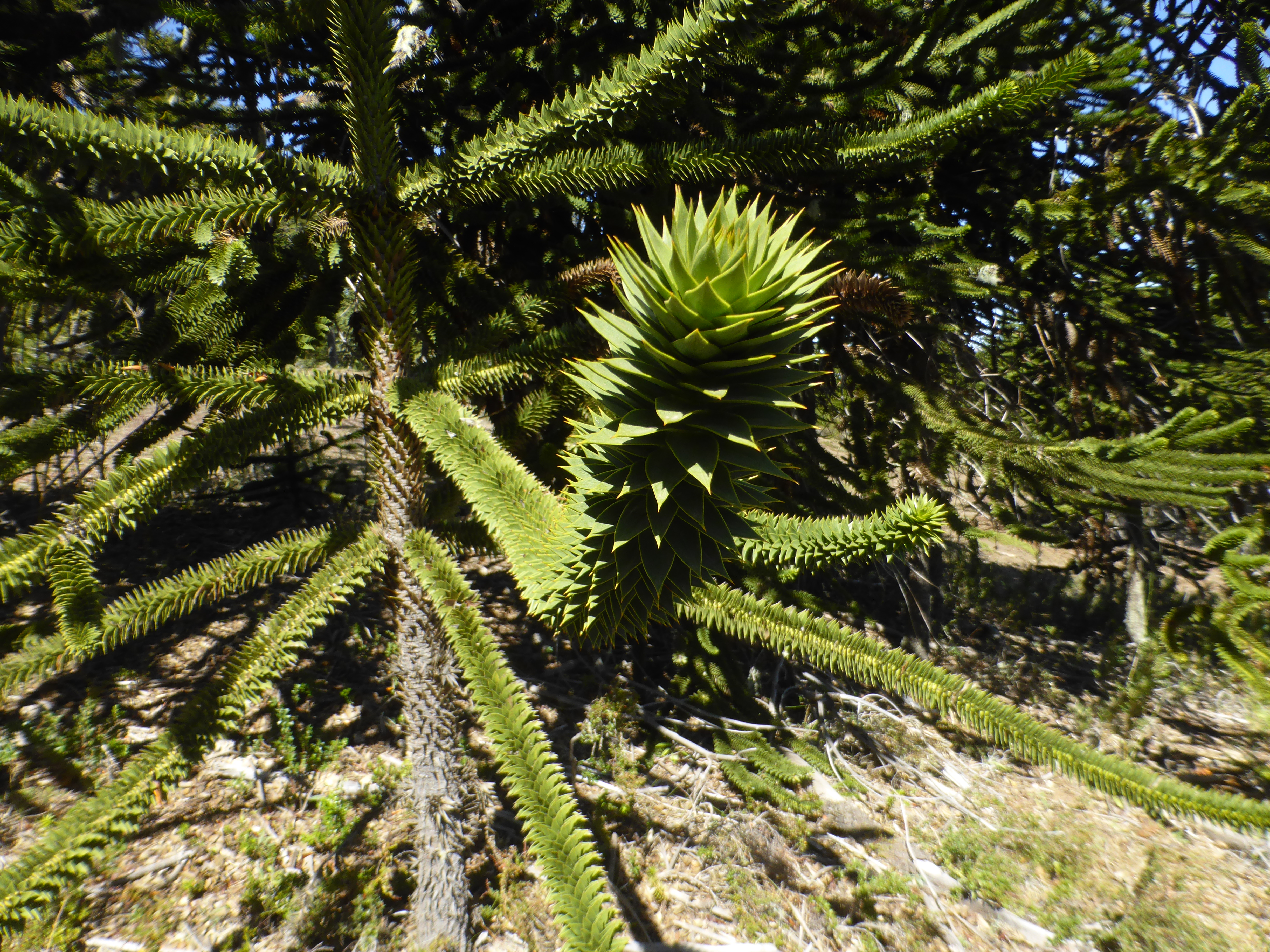
Ramas de un ejemplar joven.
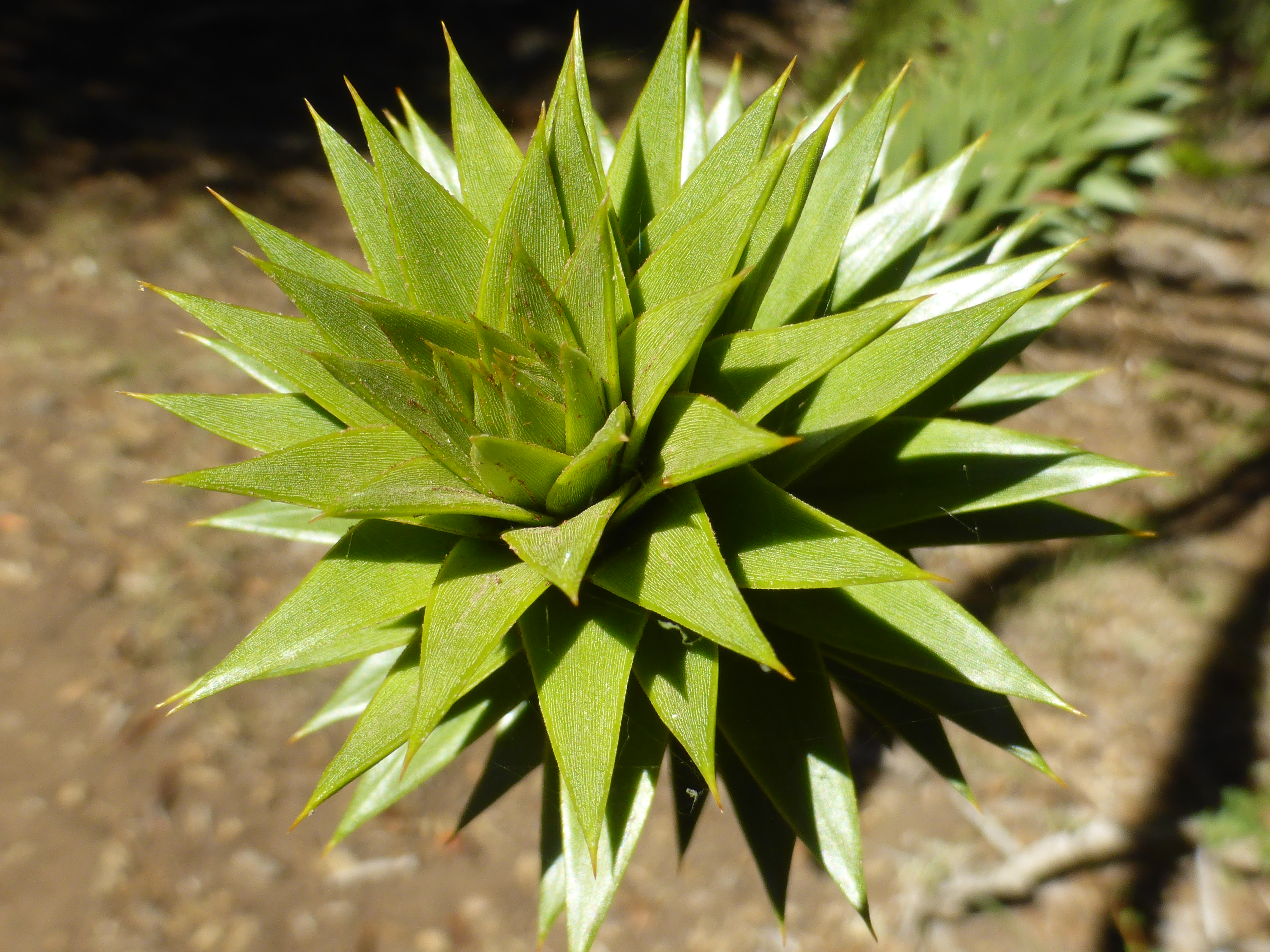
Disposición de las hojas
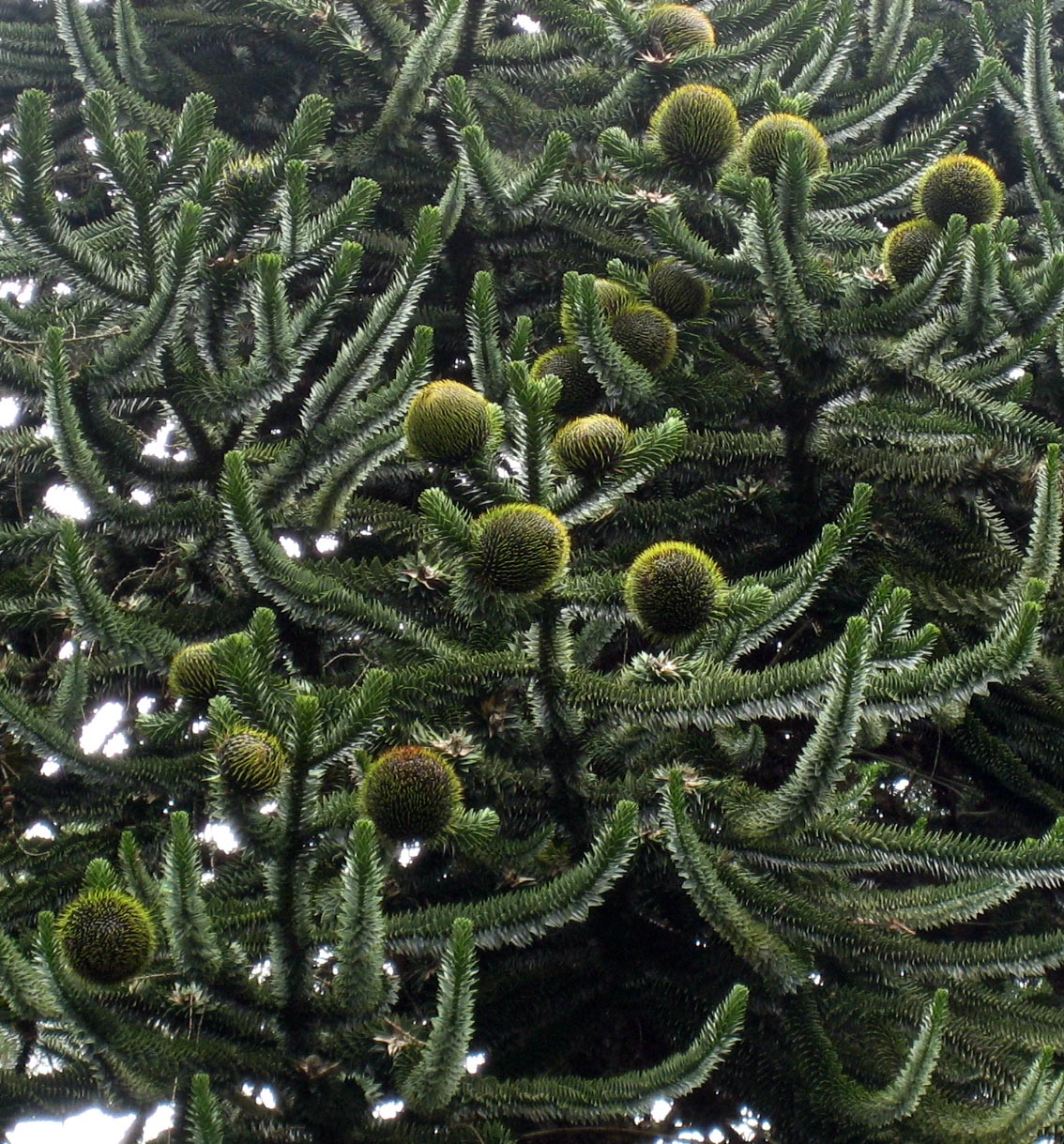
Conos femeninos
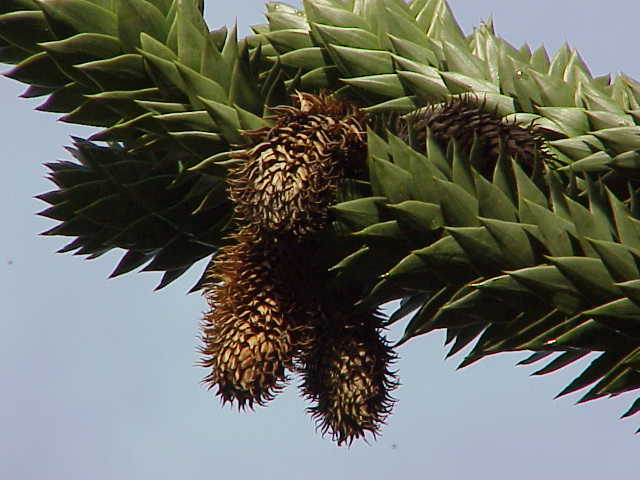
Conos masculinos
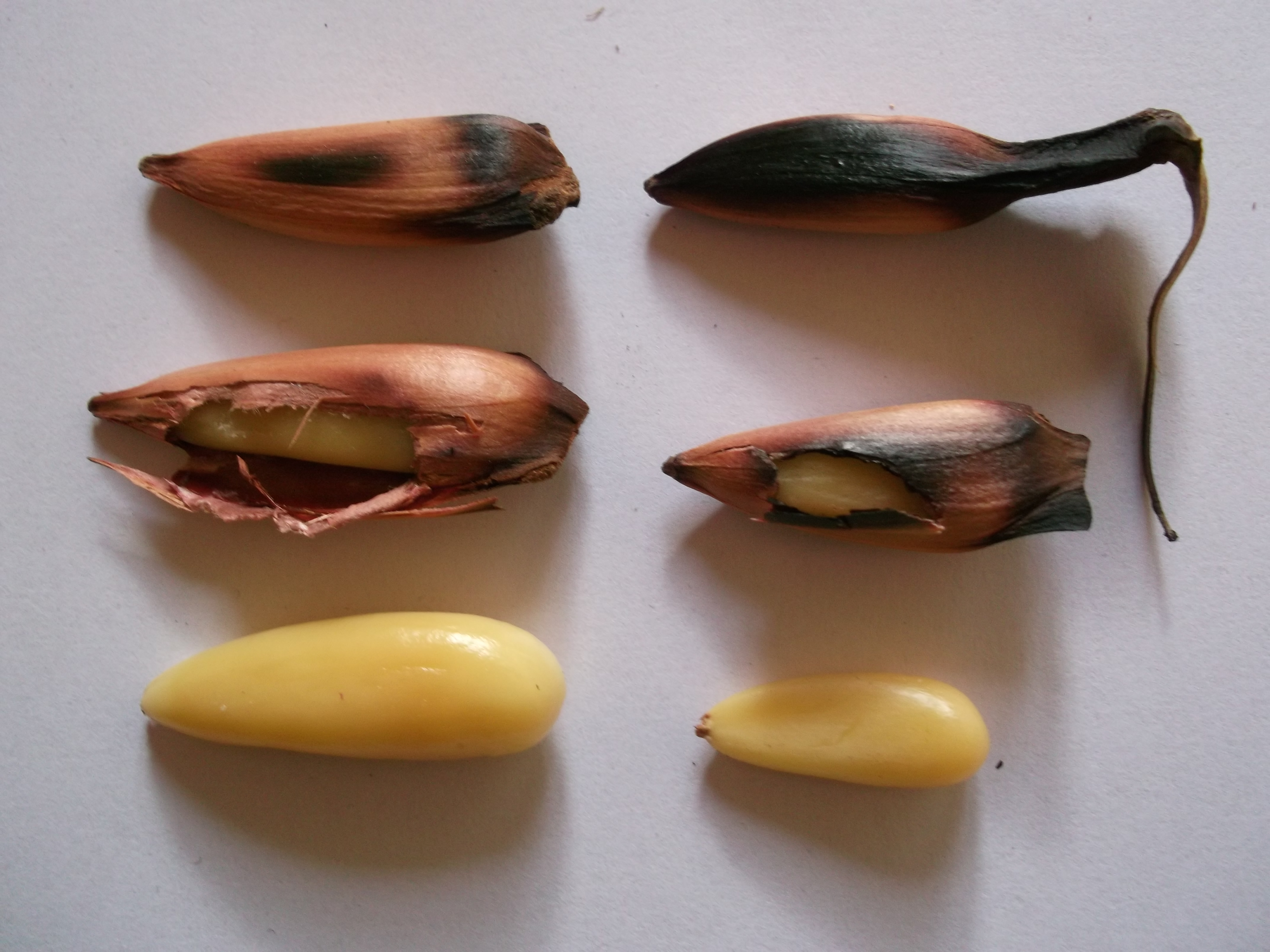
Dos variedades de piñones cocidos.

## Distribución

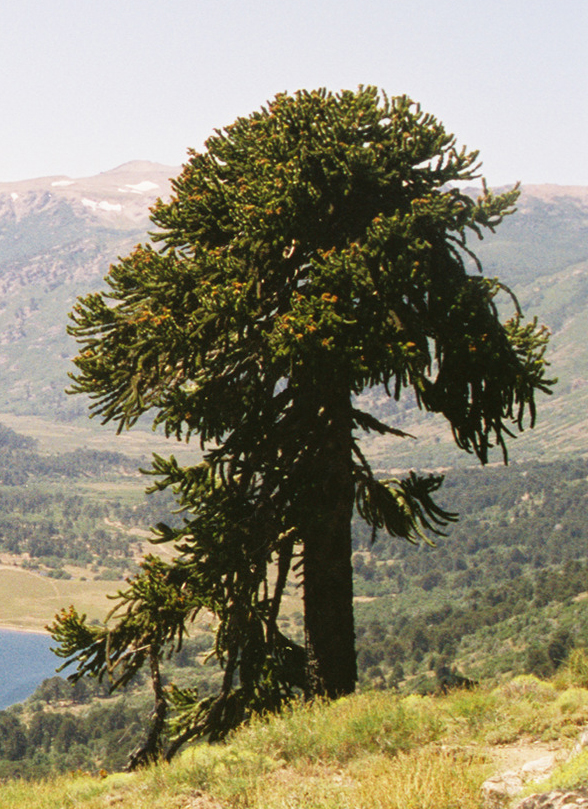
Araucaria araucana (población andina).

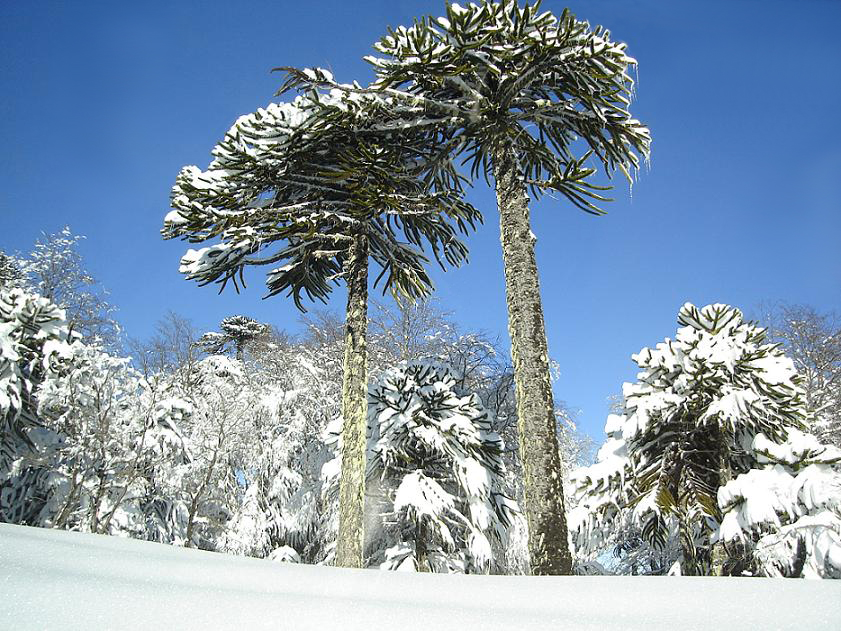
Araucarias en invierno, en el parque nacional Conguillío.

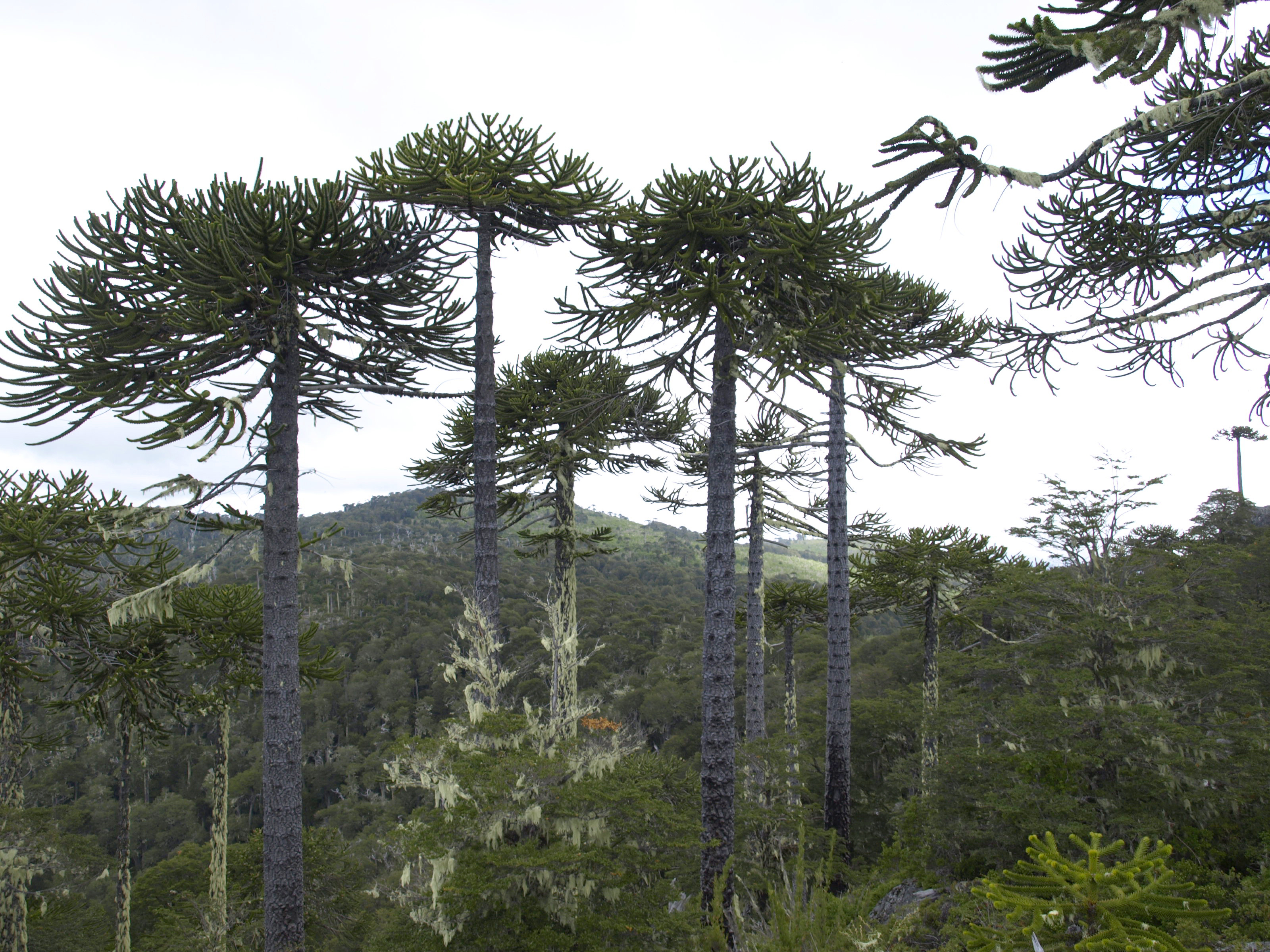
Araucaria araucana (población de la cordillera de Nahuelbuta).

Especie endémica de los bosques subantárticos sudamericanos. Crece en suelos arcillosos y volcánicos, generalmente formando grupos puros en comunidades abiertas. Es una especie de lento desarrollo y larga vida, alcanzando los 1021 años. En Chile, en Nahuelbuta, se encuentra desde los 600 a los 1400 m s. n. m. y en la cordillera andina desde los 900 a los 1700 m s. n. m. (37º30'-40º03'S); también en el sur de Argentina. Libera su polen entre diciembre y enero, las semillas maduran entre marzo y abril.
Se distribuye en dos poblaciones:
Del lado chileno, se encuentra en la parte andina por toda la Región de la Araucanía, el sur de la Región del Biobío y el norte de la Región de los Ríos. En la Región de La Araucanía, vegeta en el pueblo de Collipulli con gran abundancia y en las zonas de Lonquimay y Curarrehue. La distribución septentrional ocurre en la latitud de 37º24' S en el volcán Antuco, localizado en el Parque nacional Laguna del Laja, Provincia del Biobío (Región del Bío-Bío). En su distribución austral, alcanza la latitud de 39º25' S en el volcán Villarrica, situado en el límite de la Provincia de Cautín (Región de la Araucanía) y la Provincia de Valdivia (Región de Los Ríos), entre los lagos Villarrica y Calafquén. En el lado argentino se encuentra en una franja angosta de pocos km de ancho, a lo largo de la división continental, el parteaguas mayor, el cual forma aquí en esta sección la Frontera entre Argentina y Chile. Desde Caviahue en el norte, pasando por Pino Hachado, Villa Pehuenia, Moquehue, hasta el oeste del Parque Nacional Lanín. Abarca la parte central del extremo oeste de la Provincia del Neuquén Esta franja todavía es alcanzada por las precipitaciones de los vientos húmedos provenientes del Océano Pacífico. A pocos kilómetros más al este comienza la vegetación estepario-arbustiva de la Patagonia extraandina, debido al efecto de la sombra orográfica.
En Chile existe otra población de pehuén importante fuera de los Andes, más al oeste, cerca de la costa, en la Cordillera de Nahuelbuta entre la Región de la Araucanía y la zona costera de la Región del Biobío.

## Estado de conservación

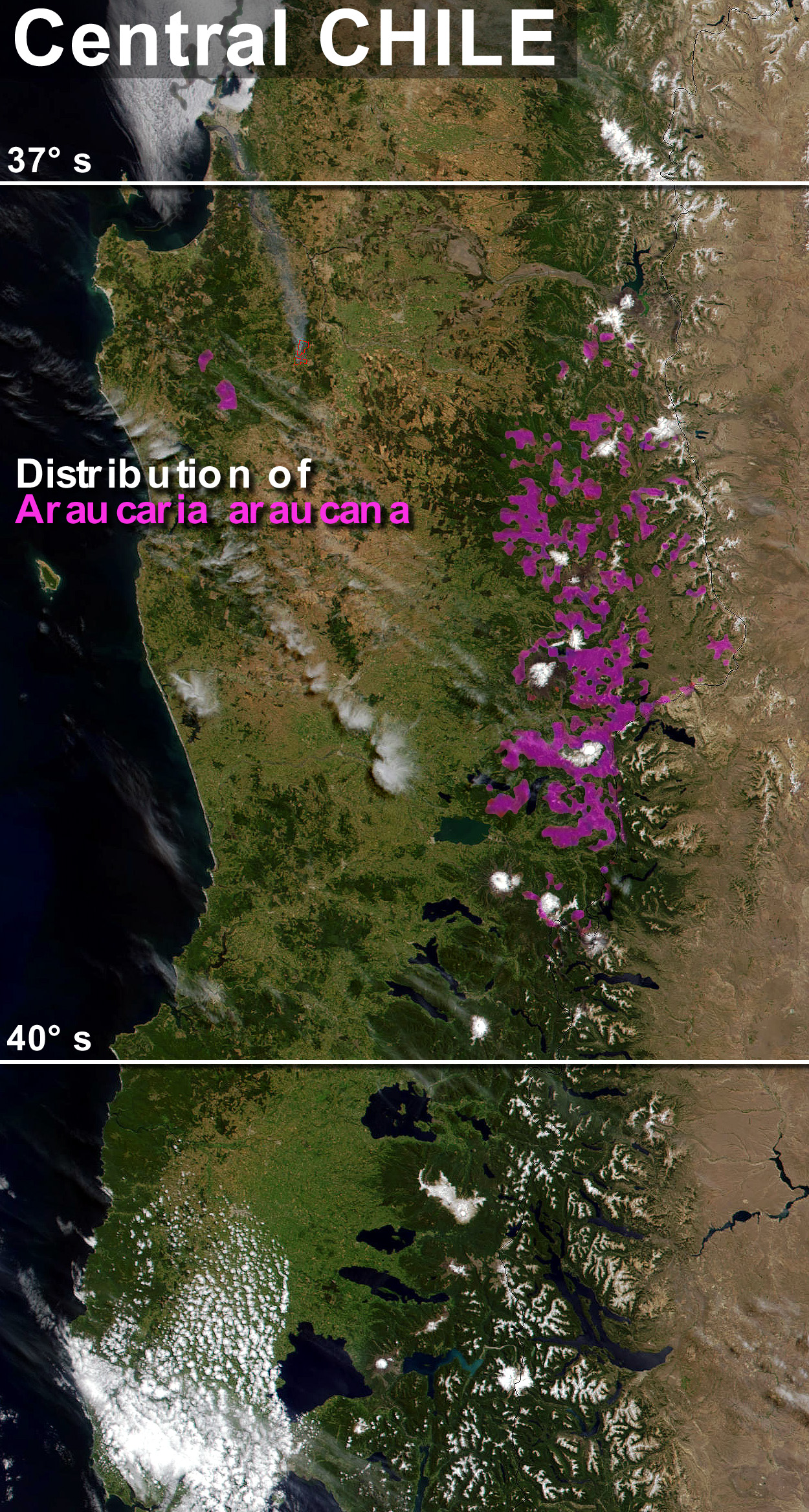
Mapa del Distrito fitogeográfico del Pehuén.

La especie es protegida en grandes áreas de conservación en ambos países donde también está prohibido talarlos, aunque incendios forestales hacen peligrar su existencia. En Chile fue declarada monumento natural. 

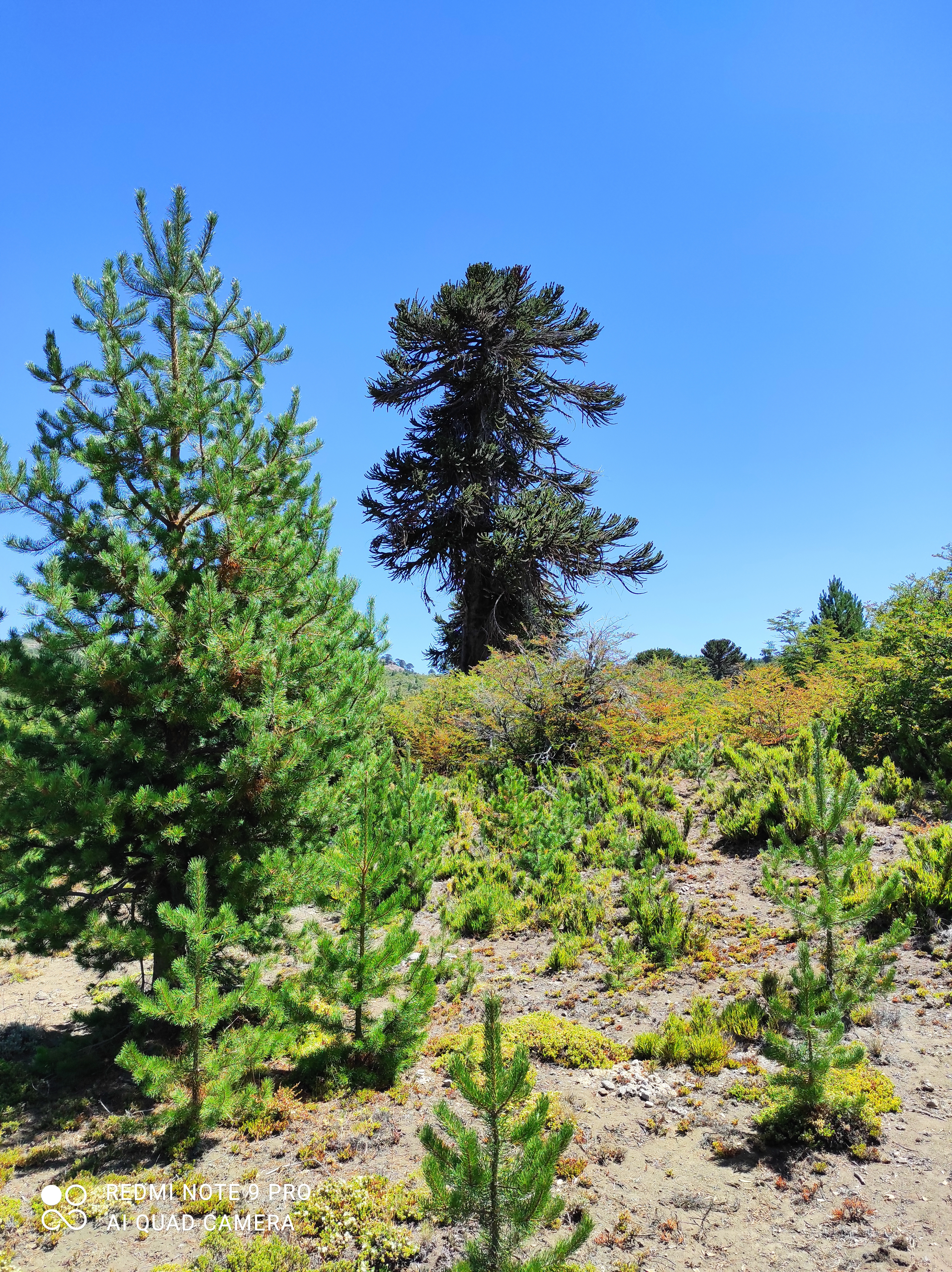
Un pehuén (Araucaria araucana) viejo es invadido y amenazado por pinos introducidos, de rápido crecimiento y fácil expansión. En poco tiempo será un bosque cerrado de pino, en el cual el pehuén ya no tendría ninguna oportunidad de reproducirse, el rejuvenecimiento natural del bosque natural de pehuén y otras especies nativas desaparecerán para siempre, si no se toma acciones de control. Lugar de la foto: al poniente de Villa Pehuenia, Prov. Neuquén, cerca del Paso fronterizo Icalma.

Otra amenaza proviene de la expulsión por especies exóticos introducidas desde el hemisfero norte, como son los Pinos, en especial el Pinus radiata, el cual tiene muy rápido crecimiento, y se distribuye muy rápido a grandes distancias, volando sus abundantes y ligeras semillas con el viento. En la Región de la Cordillera Nauhuelbuta también hay desplazamientos por Eucalyptus provenientes de Australia. Tanto el Eucalyptos, como el Pinus radiata son materia prima importante para la indústria de celulosa y papel.  
En la Patagonia argentina es protegida en el parque nacional Lanín, y en los parques y reservas provinciales Copahue, Chañy, Batea Mahuida y Boca del Chimehuin, además en  el recién creado parque Cinco Lagunas - Quechu Lafquen entre Villa Pehuenia y Moquehue.
En Chile y Argentina se le ha protegido desde antaño por los mapuche y pehuenche, quienes la cuidaban como un bien alimenticio por el piñón, su "fruto", y que luego con la independencia del país se continúa protegiendo en grandes extensiones. Debido a su reducida distribución, se protege en Chile en los Parques nacionales Conguillío, Tolhuaca, Laguna del Laja, Huerquehue, Villarrica y el parque nacional Nahuelbuta.

## Ecología
Crece en terrenos arcillosos, rocosos y arenosos con buen drenaje, por lo común de origen volcánico, en alturas donde la nieve permanece sobre el suelo buena parte del invierno, y generalmente en lugares de bajas temperaturas estivales. 
Se halla asociada a bosques mixtos 
pero en general tiene tendencia a formar bosques puros. 
Debido a su lento crecimiento, se han observado araucarias que han alcanzado hasta 1000 años de edad.
En los Andes se la encuentra creciendo únicamente a más de 800 m s. n. m., y de manera óptima en la cota de los 1000 m s. n. m., llegando hasta los 1700 m s. n. m. Los pehuenes fuera de los Andes, en la Cordillera de Nahuelbuta se distribuye desde los 600 a los 1400 m s. n. m., presentando pequeñas diferencias respecto a la distribución altitudinal con respecto a la población de los Andes, aunque no lo suficiente para constituir otra variedad taxonómica.
Se han descrito 8 cultivares.

## Taxonomía
Araucaria araucana fue descrita como Pinus araucana por Juan Ignacio Molina en el siglo XVIII, y luego por K. Koch, quien lo publicó en Dendrologie 2(2): 206, en el año 1873.
Etimología
Araucaria: nombre genérico geográfico que alude a su localización en Arauco.
araucana: epíteto geográfico que alude a su localización en Arauco.
Sinonimia
- Abies araucana (Molina) Poir.
- Abies columbaria Desf.
- Araucaria araucana subsp. conguillioensis Silba
- Araucaria chilensis Mirb.
- Araucaria dombeyi A.Rich.
- Araucaria imbricata Pav.
- Araucaria imbricata var. variegata Gordon
- Columbea imbricata (Pav.) Carrière
- Columbea imbricata var. densa Carrière
- Columbea imbricata var. denudata Carrière
- Columbea imbricata var. distans Carrière
- Columbea imbricata var. latifolia Carrière
- Columbea imbricata var. striata Carrière
- Columbea imbricata var. variegata (Gordon) Carrière
- Columbea quadrifaria Salisb.
- Dombeya araucana (Molina) Raeusch.
- Dombeya chilensis Lam.
- Pinus araucana Molina[11]

## Importancia económica y cultural

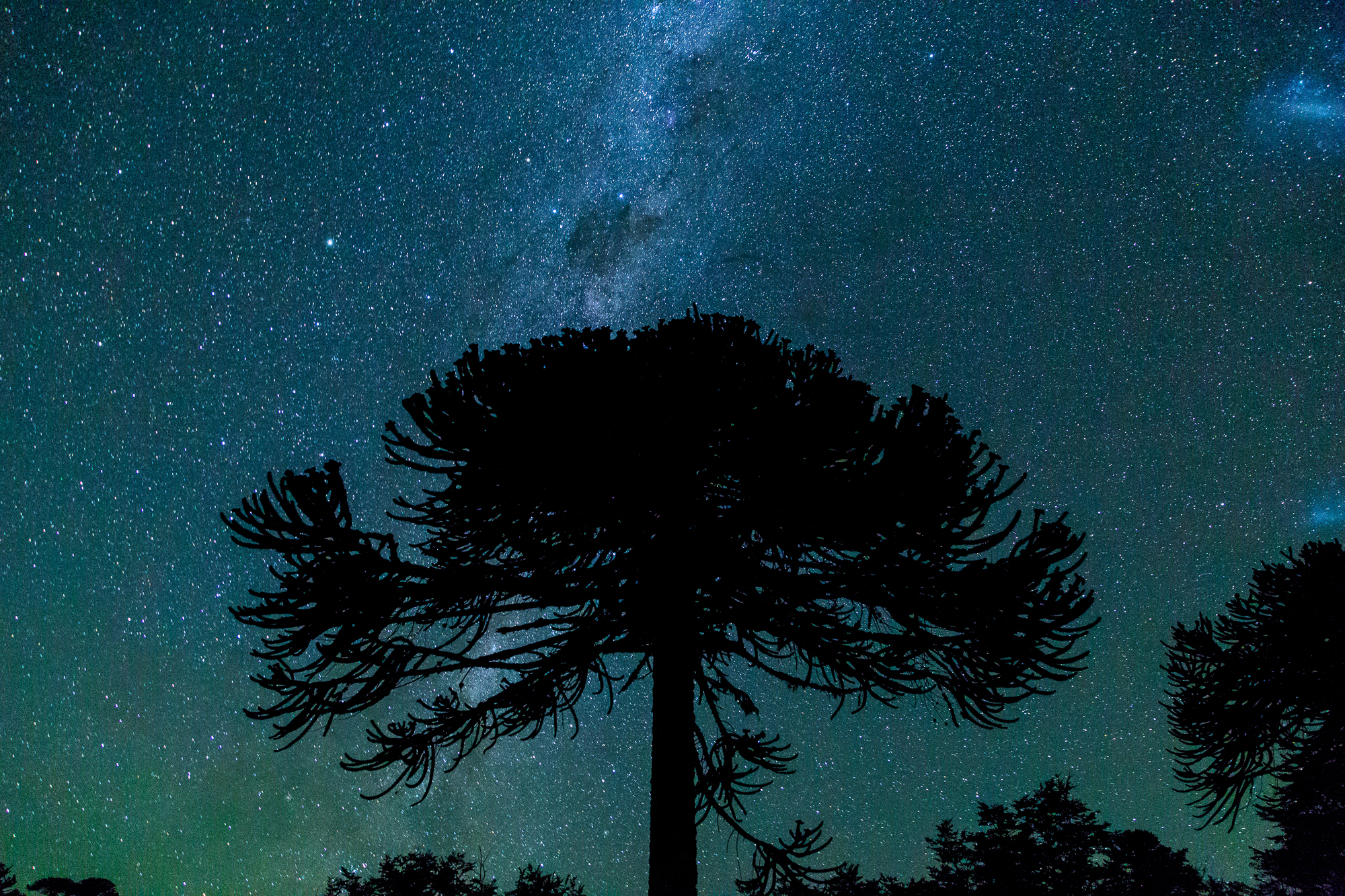
La figura de la araucaria es muy reconocible y es considerada un símbolo importante de las regiones australes de Argentina y Chile.

### Forestal
La madera de araucaria es compacta, liviana, fácil de trabajar y de un color blanco amarillento; por eso es muy cotizada para labores de construcción y carpintería; antiguamente los troncos rectos y cilíndricos se empleaban en la fabricación de mástiles para embarcaciones. Desde el siglo XXI está protegido.

### Ornamental

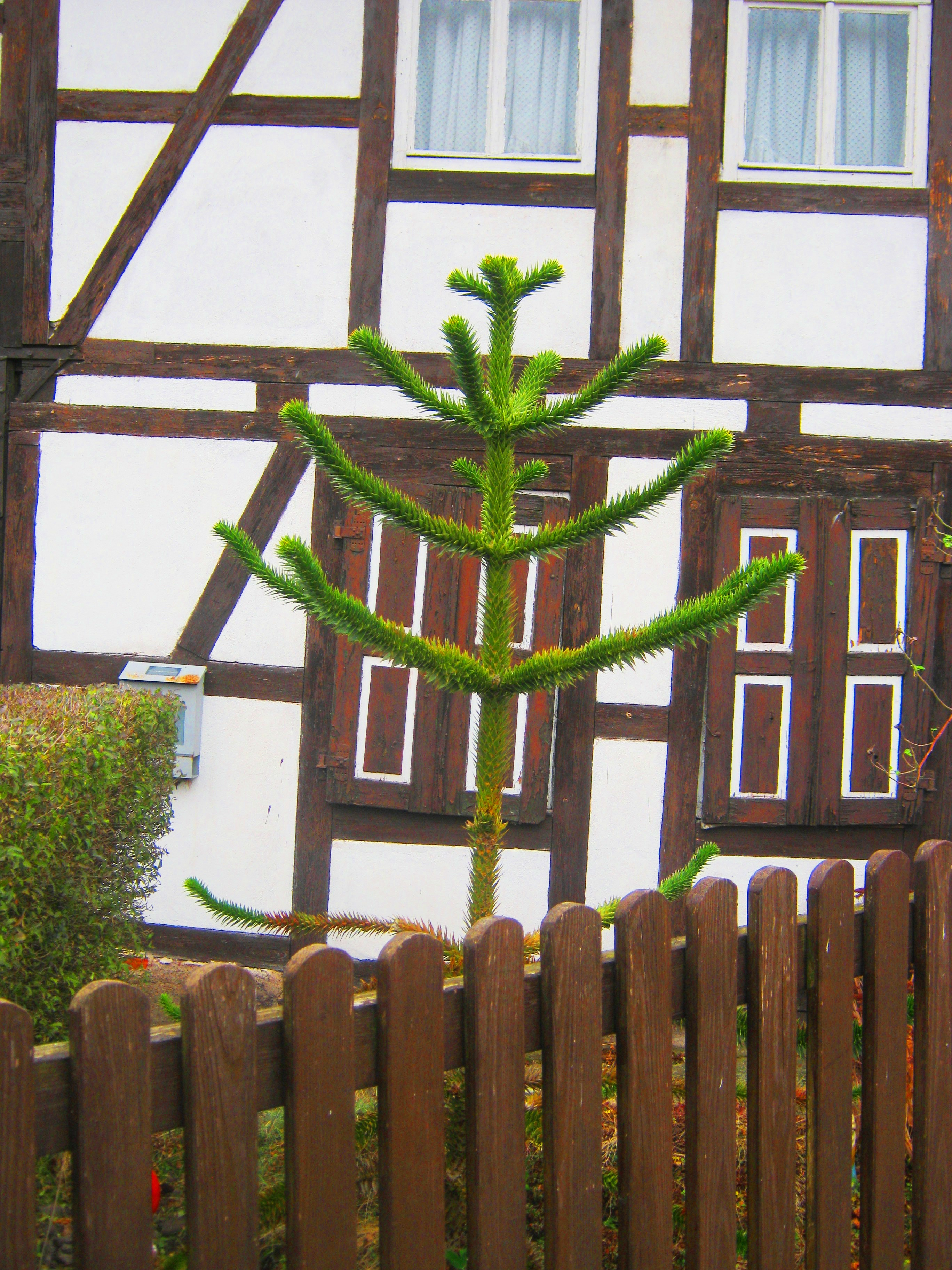
Joven pehuén (Araucaria araucana) ornamental, plantado en un jardín delantero casero en Alemania Central (Hamma, Landkreis Nordhausen)

Es un árbol de jardín bastante popular, plantado por el curioso efecto que generan sus ramas anchas 'reptilianas' con una gran apariencia simétrica. Prefiere climas oceánicos con abundante lluvia, tolera temperaturas de hasta −20 °C. Es por mucho el miembro más resistente del género, y puede crecer bien en Europa occidental (al norte en las Islas Feroe y Ålesund en Noruega occidental), la costa oeste de Norteamérica (al norte en Islas de la Reina Carlota en Canadá) y localmente en la costa este de la misma manera, y en Nueva Zelanda y Australia, también se desarrolla bien en la costa norte de  España (Cornisa Cantábrica). Es tolerante del espray salino costero, pero le afecta la polución.También se ve recientemente como árbol ornamental en Europa Central con demanda creciente.  
Debido a que existen plantas machos y aparte plantas hembras; con un solo árbol, no habrá producción de semillas ni reproducción sexual. Sumando su lento crecimiento y su retardada capacidad de desarrollo sexual, no hay peligro conocido que esta especie pueda convertirse en una amenaza invasiva hacia otras especies fuera de su área de distribución natural.  

### Alimenticia
Las semillas, llamadas piñones (en mapudungun ngülliw), son comestibles y tienen alto valor nutricional. Constituyen la base de la dieta tradicional de los pehuenches ("la gente del pehuén"), una parte del pueblo mapuche que habita en el área de los Andes en que crece este árbol.

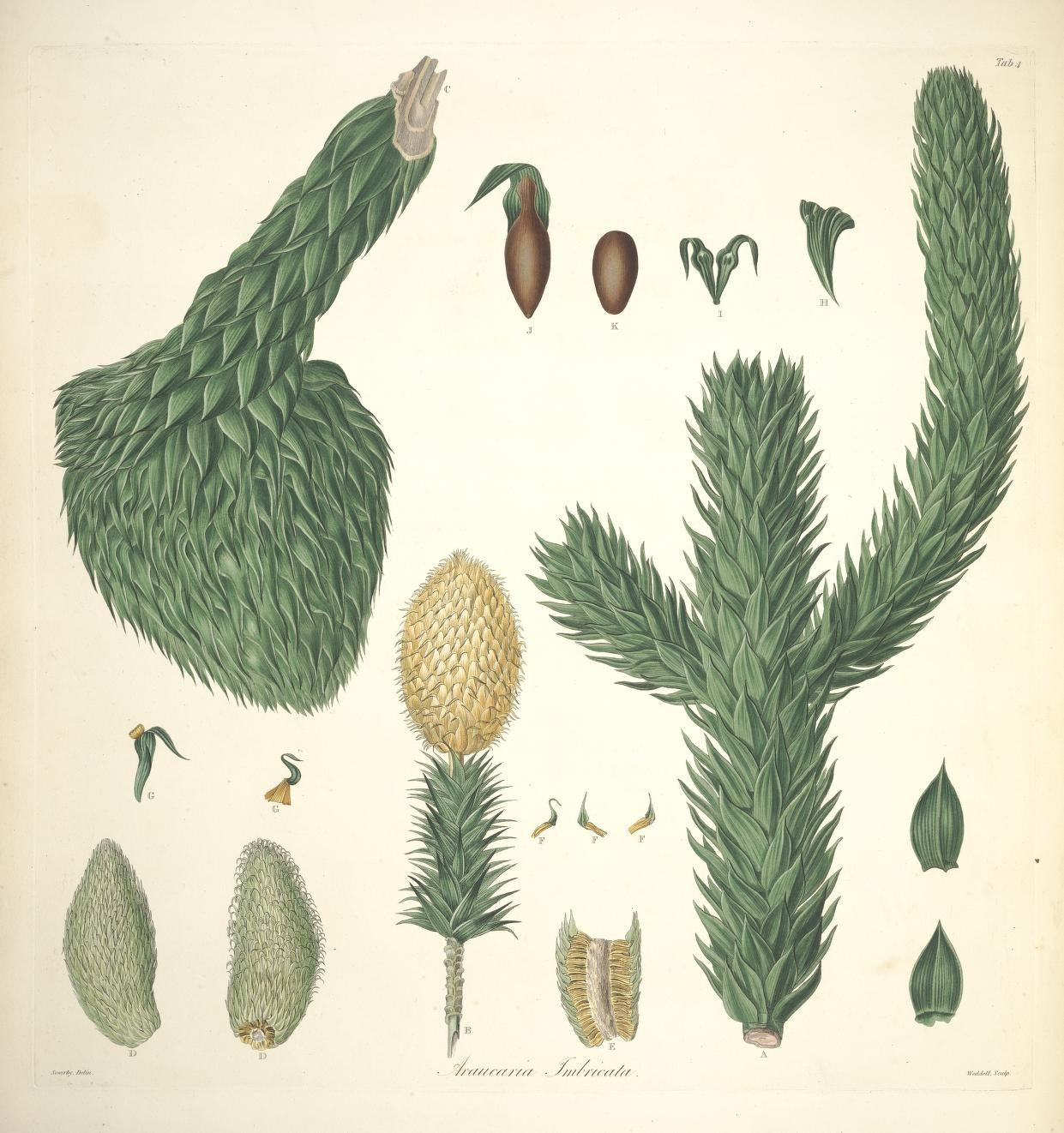
Ilustración de Araucaria araucana, en el libro: A description of the genus Pinus por los autores Bauer, Ferdinand; Don, David; Lambert, Aylmer Bourke, 1824.

Este árbol tiene en el futuro un potencial como cultivo alimenticio en otras áreas, prosperando en climas con veranos oceánicos frescos (ej. Escocia occidental) donde otros cultivos de nueces no crecen bien, ya que los conos se caen hacen la cosecha fácil. El árbol, sin embargo, no produce semillas hasta los 25 años de edad (con ejemplares precoces que lo han hecho a los 15, en Contulmo), lo que desanima la inversión en plantaciones de huertas productivas (sin embargo, la producción en la madurez puede ser inmensa); una vez establecida tiene la posibilidad de vivir más de 1000 años.

### Medicinal
La resina del tronco se utiliza en la medicina tradicional para tratar úlceras y dolores de cabeza. Además, esta resina posee lignanos con propiedades antioxidantes que reducen la incidencia del cáncer y las enfermedades virales. Estudios en el aceite esencial de la resina han concluido que esta especie es rica en terpenos.

### Cultural
Es una especie importante dentro de la cultura mapuche, muy especialmente entre los pehuenches.
Es el árbol símbolo de la provincia argentina de Neuquén, en donde incluso desde el año 1958 integra el escudo provincial.
En Chile fue declarado monumento natural el 26 de abril de 1976.

Escudo de la Provincia de Neuquén, Argentina.
Escudo de la Región de La Araucanía, Chile.
Escudo de Curacautín, Chile.
Escudo de Temuco, Chile.
Escudo de Villarrica, Chile.
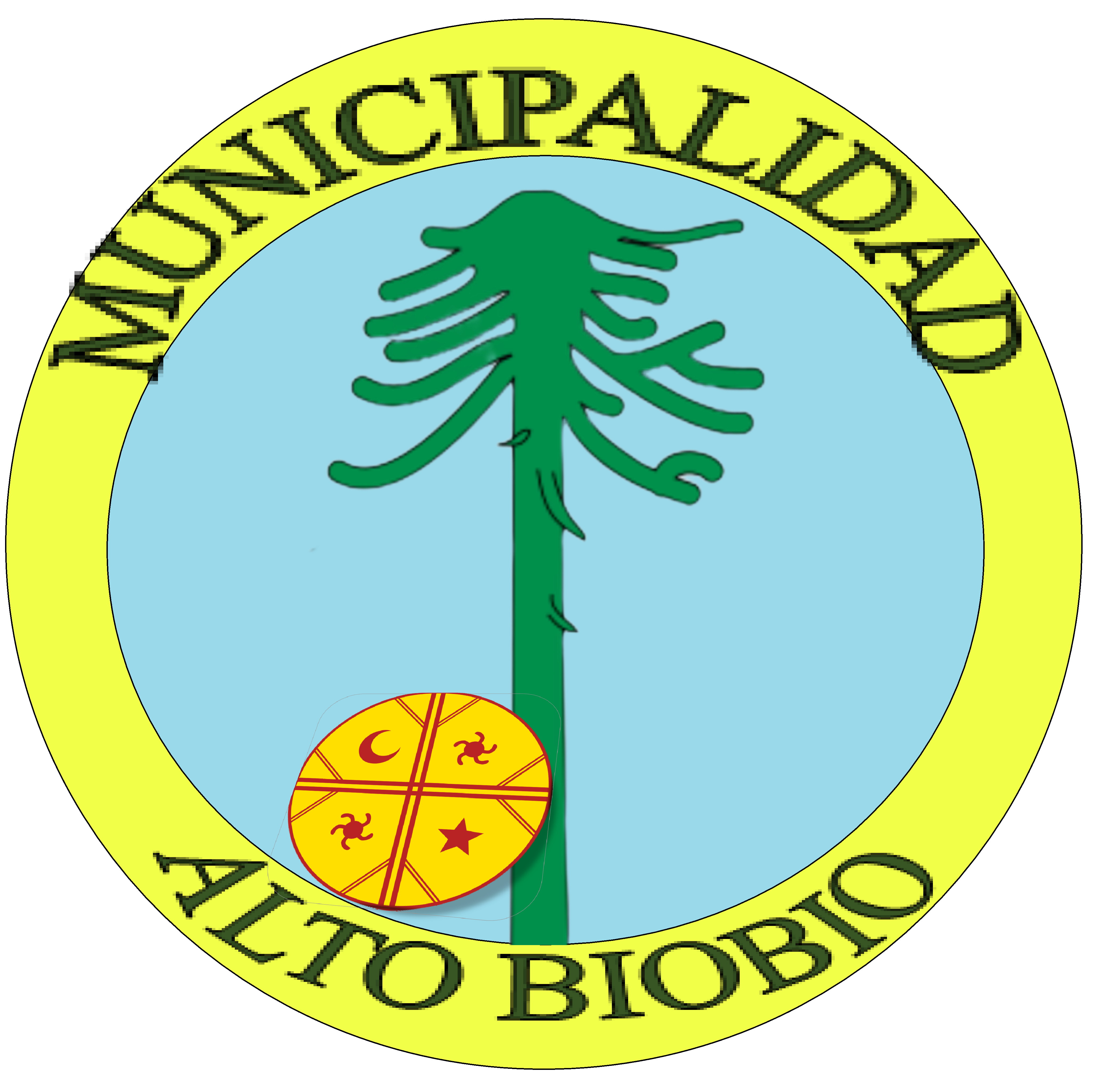
Escudo de Alto Biobío, Chile.